# Lepturopetium kuniense
Lepturopetium kuniense är en gräsart som beskrevs av Philippe Morat. Lepturopetium kuniense ingår i släktet Lepturopetium och familjen gräs. Inga underarter finns listade i Catalogue of Life.